# Corythosaurus
A Corythosaurus a hüllők (Reptilia) osztályának dinoszauruszok csoportjába, ezen belül a madármedencéjűek (Ornithischia) rendjébe, az (Ornithopoda) alrendjébe és a Hadrosauridae családjába tartozó nem.
A Corythosaurus (magyarul: „sisak gyík”), egy kacsacsőrű dinoszaurusz volt, amely a késő kréta korban élt, mindegy 75 millió évvel ezelőtt, Észak-Amerika területén.

## Felfedezése
Az első példányt 1912-ben fedezte fel Barnum Brown, a kanadai Alberta tartományban levő Red Deer folyónál. A példánynak nemcsak a csontváza volt jó állapotban, hanem a megkövesedett bőre is. 1916-ban, a kanadai Mount Temple nevű hajó, két Corythosaurus példányt és néhány más megkövesedett állat maradványát szállította a kanadai Dinosaur Provincial Park-ból Angliába, amikor a német SMS Moewe elsüllyesztette. Azóta a 75 millió éves maradványok a tengerfenéken nyugszanak.
A nem rendszerezésében eredetileg 6 fajt helyeztek: C. casuarius, C. bicristatus, C. brevicristatus, C. excavatus, C. frontalis és C. intermedius. 1975-ben, Peter Dodson tanulmányozta a koponyák és a taréjok közti különbségeket, a különböző Lambeosaurinae fajok között. Szerinte a különbségek a méretek és az alakok között, nem a fajok sokféleségét mutatják, hanem a nemek és a különböző korú állatok megkülönböztetésére szolgált. Manapság csak egy fajt ismernek el, a Corythosaurus casuariust.

## Rendszerezése
A Corythosaurust a Hadrosauridae családba és a Lambeosaurinae alcsaládba helyezik. Rokonságban áll más hadroszuruszokkal: a Hypacrosaurusszal, a Lambeosaurusszal és az Olorotitannal. Az Olorotitanon kívül, a felsoroltaknak nagyon hasonlít a koponya és taréj alakja. A legújabb kutatások azt mutatják, hogy az Olorotitan a legközelebbi rokona a Corythosaurusnak, bár nem mutat annyi hasonlóságot vele, mint a többi Lambeosaurinae-faj.

## Megjelenése
A Corythosaurus 4 tonna tömegű és 10 méter hosszú lehetett. Mint a többi hadroszaurusznak, a Corythosaurusnak sem voltak a csőrében fogak. Az állkapocs hátsó részében azonban egymáshoz érő fogszerű képződmények ültek. Ezek segítségével az állat megrágta a növényi táplálékát; e képződmények kicserélődtek amikor elkoptak, így az állatnak mindig jó állapotban volt a táplálkozáshoz szűkséges eszköze.
Eddig 20 darab Corythosaurus koponyát találtak meg. Mint a többi lambeosaurusznak, a Corythosaurus koponyáján is ült egy magas, többkamrás taréj, ebbe futottak a hosszú orrüregek is. Az orrüregek előbb külön-külön szélső kamrákba nyúltak, aztán egy középső kamrába, csak ezután kerültek az állat légzési rendszerébe.
A tudósok szerint az állatok a taréjaikat hangadásra használták. A hang egy fúvóshangszerére hasonlíthatott, és nagy távolságba elhallatszott. E hangokkal figyelmeztették egymást az állatok, ha egy ragadozó közeledett vagy ha valamelyik bőségesebb táplálék forrásra bukkant.
Korábban azt hitték, hogy e dinoszauruszfaj vízben élt, mert az ujjai között úszóhártyaszerű képződmények voltak, de később elvetették ezt a feltételezést.